# Chiesa di San Raffaele (Milano)
La chiesa di San Raffaele è un antico edificio che sorge nel centro di Milano in una traversa del Corso Vittorio Emanuele II, a lato del Duomo.

## Storia e descrizione

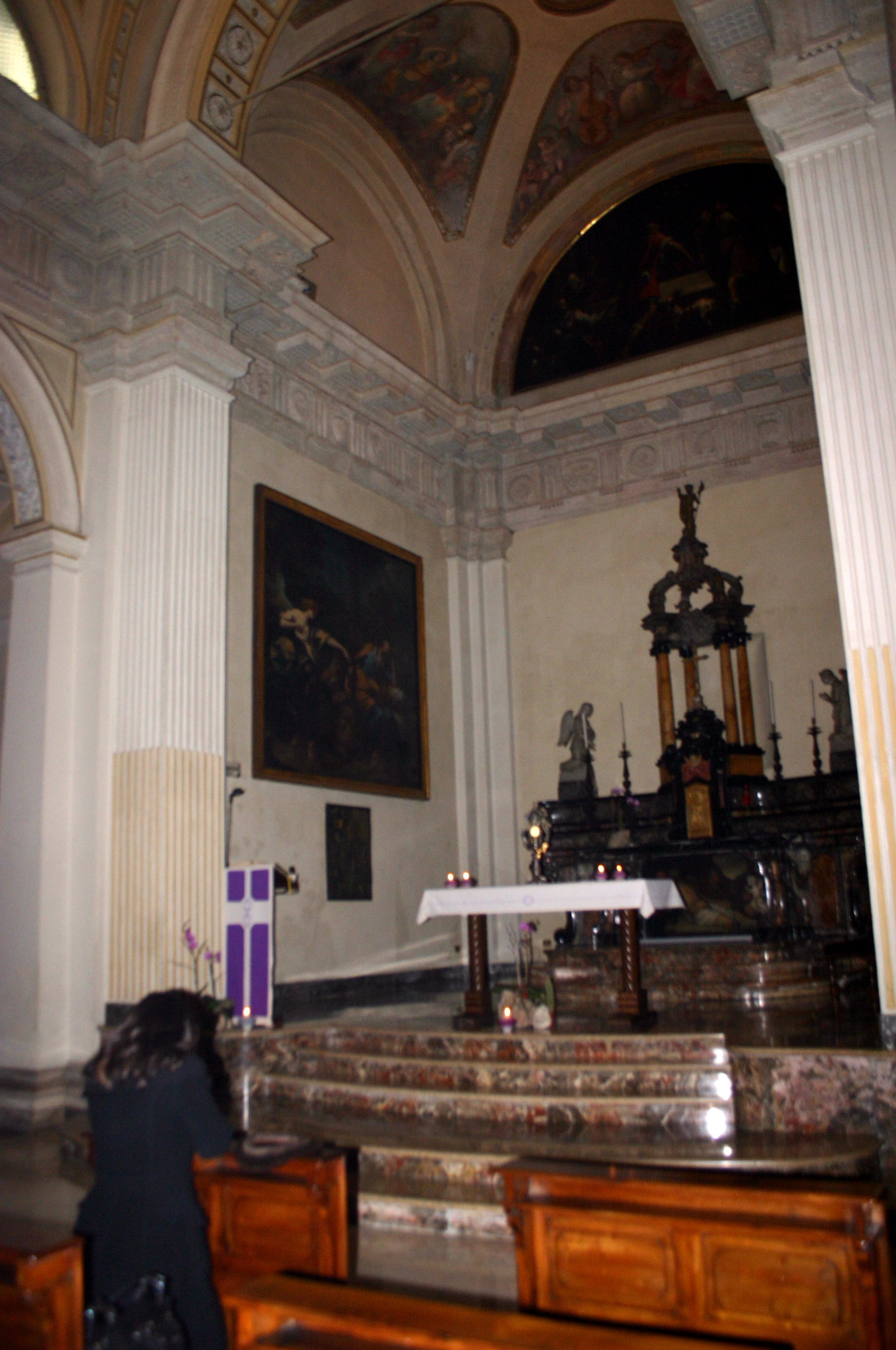
Il presbiterio

L'esistenza di una chiesa intitolata all'Arcangelo Raffaele è testimoniata per la prima volta nel testamento del vescovo Andrea da Cantiano nell'anno 903. Essa era una delle sei chiese minori che circondavano l'antica Santa Maria Maggiore, che era nell'area dell'odierno Duomo, e la sua attestazione rimane uno dei pochi punti di partenza esistenti per ricostruire la topografia della parte più centrale e più nobile della antica città. Le sei chiese minori che sorgevano intorno alla cattedrale furono forse originariamente edificate intorno all'anno 835 per opera dell'arcivescovo Angilberto II (morto nell'859). Delle sei chiese sopravviverebbero oggi solo San Raffaele e le rovine dei battisteri di San Giovanni alle Fonti e di Santo Stefano alle Fonti, essendo andate perdute le chiese intitolate agli arcangeli Gabriele, Michele e Uriele.
L'edificio attuale assunse la forma attuale in epoca borromaica per iniziativa della Compagnia laica del Santissimo Sacramento a partire dalla fine degli anni settanta del Cinquecento e fu consacrato da Carlo Borromeo nel 1582. Il progetto di costruzione è prevalentemente attribuito dai critici all'architetto prediletto dell'arcivescovo Borromeo, Pellegrino Tibaldi detto anche il Pellegrini, ma anche all'architetto perugino Galeazzo Alessi, attivo in quel periodo nel vicino Palazzo Marino. A seguito della riedificazione fu quasi subito decorata almeno in due fasi con pale d'altare tuttora in loco.
Nel 1890 la facciata rimasta incompiuta fu completata su progetto dell'architetto Paolo Cesa Bianchi senza conoscere il disegno originale della chiesa che fu ritrovato solo anni più tardi all'Archivio di Stato. Nel 1902, però, l'edificio rischiò di essere demolito per essere ricostruito altrove ma venne risparmiato dopo le proteste sollevate dalla Società Storica Lombarda e dal sindaco Gaetano Negri e dopo il parere negativo dell'Amministrazione delle Antichità e belle arti di Roma.
Soffocata dai palazzi attigui, la chiesa presenta una facciata a due ordini: quello inferiore, tardo cinquecentesco e rimasto incompiuto fino alla fine del XIX secolo, è caratterizzato dai tre portali e soprattutto dalla presenza di alte erme con teste maschili. L'ordine superiore aggiunto alla fine dell'Ottocento presenta un linguaggio neo cinquecentesco contraddistinto da una coppia di colonne e due lesene che serrano la parte centrale con la finestra timpanata.
L'interno, molto semplice, è a tre navate, con quattro cappelle e terminante in un coro quadrangolare e custodisce alcune opere degne di attenzione del periodo tra tardo Cinquecento e primo quarto del Seicento: i Santi Matteo e l’angelo e Paolo dipinti nel 1586 circa da Giovanni Ambrogio Figino appartengono alla prima campagna decorativa come il San Girolamo di Camillo Procaccini restaurato nel 2017 e databile alla fine degli anni ottanta del Cinquecento,
Più tardi vennero dipinti Il sogno di Elia del Morazzone, nel 1610 circa, e La disobbedienza di Gionata del Cerano, nel 1618, il Cristo deposto di Melchiorre Gherardini che si trova collocato attualmente come paliotto dell’altare maggiore e gli affreschi di Giovan Battista Della Rovere detto il Fiammenghino nella volta del coro.
All'interno si trova un organo a canne del 1996 di fabbricazione olandese. L'organo è a trasmissione meccanica e interamente costruito da René Speet in stile neo-barocco con una cassa arricchita con eleganti decorazioni in legno.

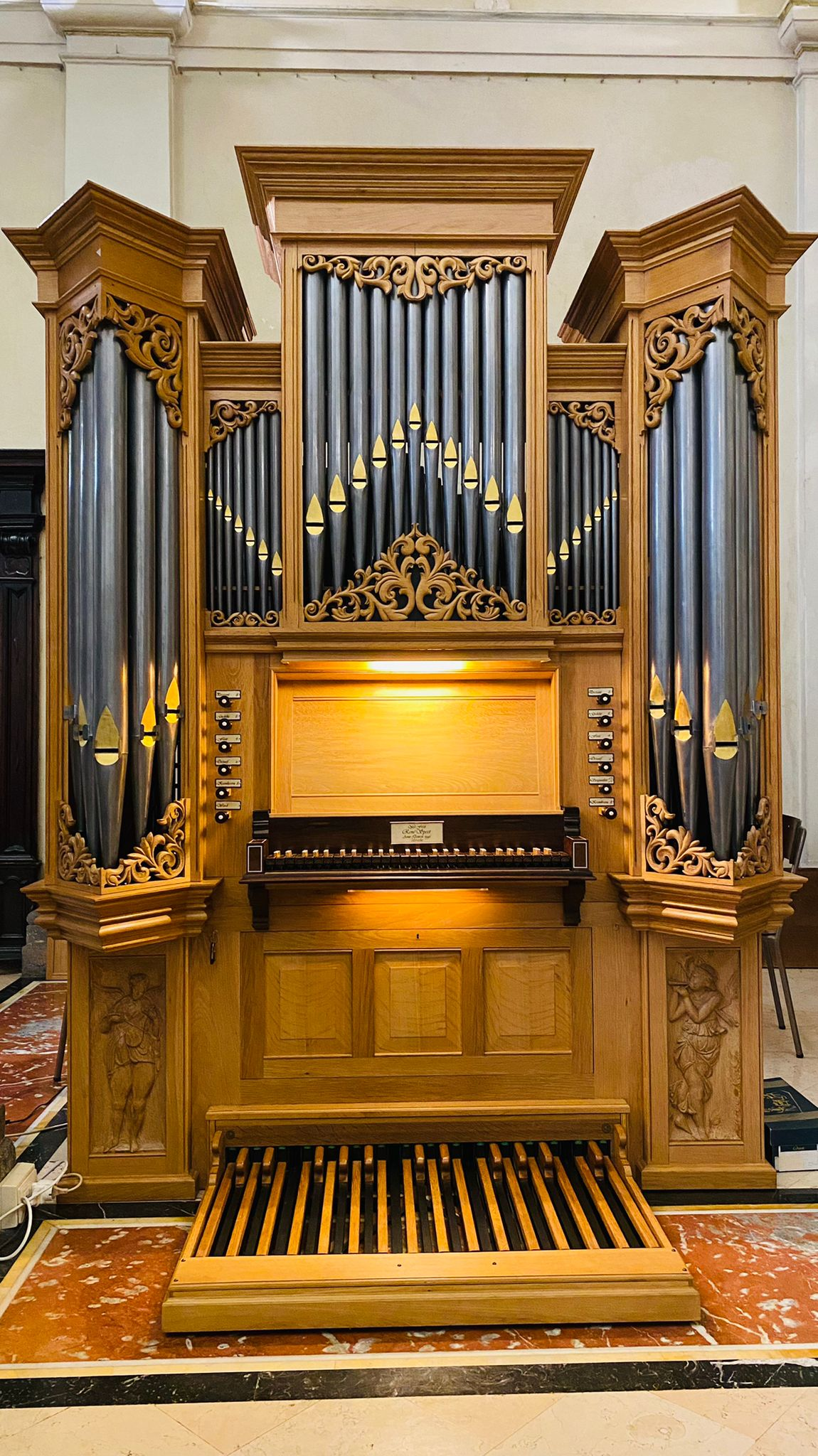
Foto dell'organo situato a sinistra dell'altare principale